# Bataille de Buôn Ma Thuột
Campagne Hô-Chi-Minh,
Guerre du Viêt Nam
Batailles
La bataille de Buôn Ma Thuột est une des dernières grandes batailles d'envergure de la guerre du Viêt Nam, livrée du 3 au 18 mars 1975, opposant le Sud-Viêt Nam au Nord-Viêt Nam.

## Déroulement de la bataille
En mars 1975, le 4e Corps de l'Armée populaire vietnamienne lance une offensive pour capturer les hauts-plateaux centraux du Viêt Nam, jusqu'alors tenus par l'ARVN. En dix jours, les Nord-Vietnamiens détruisent la plupart des formations de l'ARVN. Celles-ci, se retranchant dans les quartiers généraux de la 23e division d'infanterie de l'ARVN et dans l'aéroport Hoa Binh, parviennent à mener une contre-attaque mais manquent de coordination, leurs commandants (les colonels Nguyen Trong Luat et Vu The Quang) ayant été capturés dès les premières heures de la bataille le 3 mars par les Nord-Vietnamiens et malgré l'ordre du président Nguyễn Văn Thiệu de ne pas reculer d'un seul pas et de défendre les hauts-plateaux centraux coûte que coûte.
Cette défaite est désastreuse pour le Sud-Viêt Nam, laissant libre l'accès au sud du pays aux communistes. La majorité des troupes sud-vietnamiennes ne purent pas être évacuées et furent capturées par les Nord-Vietnamiens.

## Analyse de la défaite
Le major-général Pham Van Phu (en), commandant les troupes de l'ARVN a ignoré plusieurs jours avant l'offensive les rapports des services de renseignement sud-vietnamiens qui affirmaient que plusieurs divisions nord-vietnamiennes faisant route dans la province de Đắk Lắk. D'autre part, la stratégie du président Nguyễn Văn Thiệu, visant à se retirer des hauts-plateaux centraux, a été mal planifiée et mise en œuvre trop tardivement.
En fin de compte, ce sont les soldats sud-vietnamiens et leurs familles qui en ont payé le prix ultime, l'artillerie de l'Armée populaire vietnamienne ayant décimé environ les trois quarts des forces de l'ARVN, y compris de nombreux véhicules blindés.

## Conséquences
La prise des hauts-plateaux centraux permet à l'Armée populaire vietnamienne de se consacrer à son objectif final : la conquête du sud de la République du Viêt Nam et la prise de Saïgon qui aura lieu fin avril 1975, menant à la réunification du Viêt Nam sous le régime communiste.